# Lukas Dhont

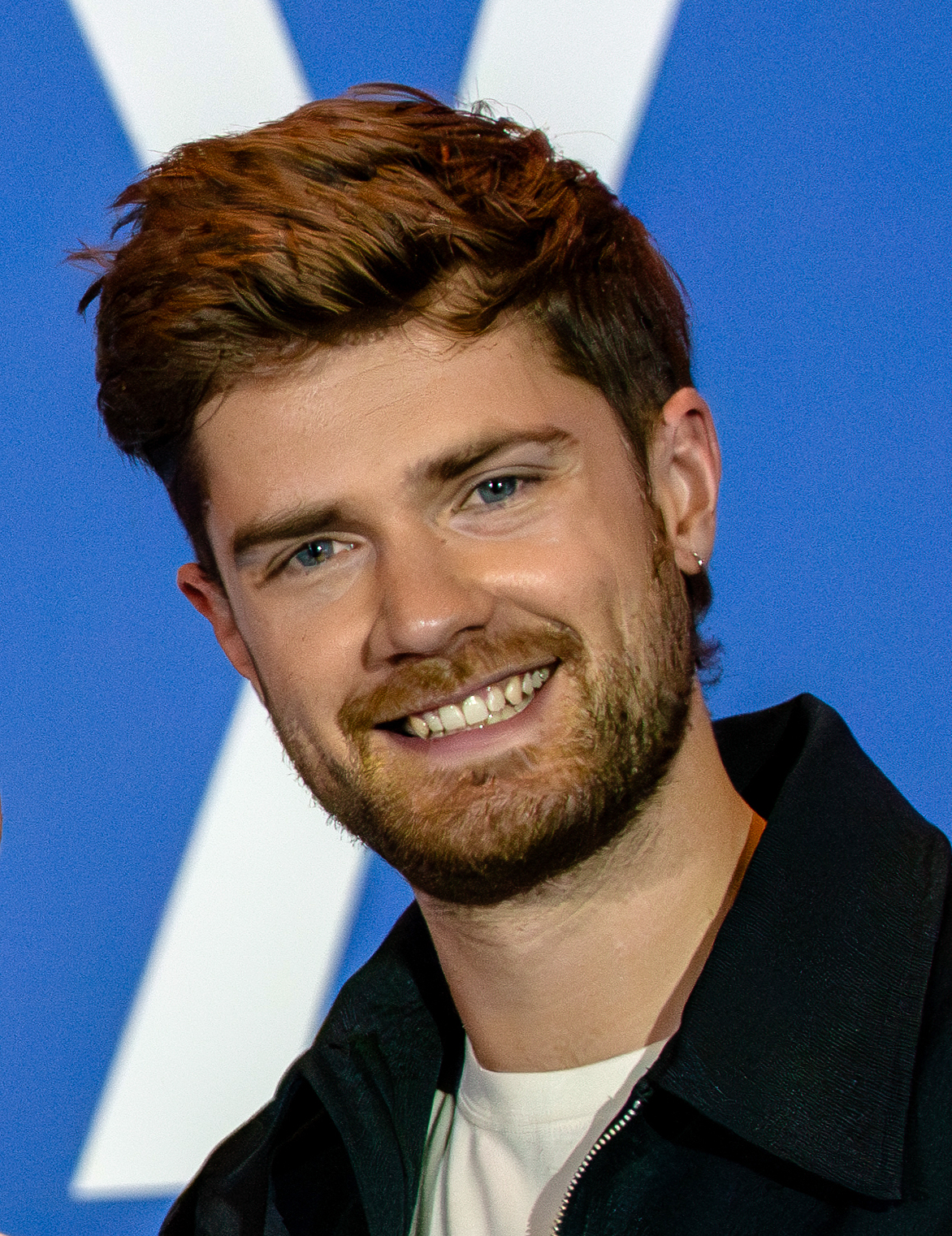
Lukas Dhont (2023)

Lukas Dhont (* 14. Mai 1991 in Gent) ist ein belgischer Regisseur und Drehbuchautor.

## Leben
Lukas Dhont wurde 1991 in Gent geboren. Er ist Absolvent der dortigen Royal Academy of Fine Arts. Bereits seine Kurzfilme „Corps Perdu“ and „L’Infini“ bekamen einige Auszeichnungen.
Sein erster Spielfilm Girl wurde im Rahmen der Filmfestspiele von Cannes im Frühjahr 2018 mit „Un Certain Regard“ ausgezeichnet, ebenso erhielt der Film die „Goldene Kamera“ und die Queer Palm. Im Dezember wurde Girl im Rahmen des Europäischen Filmpreises als Bester Erstlingsfilm ausgezeichnet.
Sein zweiter Spielfilm Close mit Léa Drucker und Émilie Dequenne wurde im Rahmen der im Mai 2022 stattfindenden Filmfestspiele in Cannes für die Goldene Palme nominiert und brachte ihm den Großen Preis der Jury ein. Close wurde von Belgien als Beitrag für die Oscarverleihung 2023 in der Kategorie Bester Internationaler Film eingereicht und später auch nominiert. Inhaltlich geht es in Close um eine sehr intensive Jugendfreundschaft zwischen zwei Jungen, die schmerzhaft zerbricht, als die beiden von Mitschülern beständig verdächtigt werden, homosexuell zu sein. Der Film thematisiert damit nicht zuletzt die Frage, wieso in den westlichen Gesellschaften immer die Verschiedenartigkeit betont werden muss und eben nicht die Verbundenheit der Menschen untereinander.
Ende Juni 2023 wurde er Mitglied der Academy of Motion Picture Arts and Sciences.
Dhont lebt in Gent.

## Filmografie (Auswahl)
- 2012: Corps perdu (Kurzfilm)
- 2014: L’Infini (Kurzfilm)
- 2018: Girl
- 2022: Close

## Auszeichnungen (Auswahl)
Amanda
- 2023: Auszeichnung als Bester Internationaler Film (Close)[9]

British Independent Film Award
- 2022: Nominierung als Bester internationaler Independent-Film (Close)[10]

Europäischer Filmpreis
- 2018: Auszeichnung als Bester Erstlingsfilm – „Europäische Entdeckung – Prix FIPRESCI“ (Girl)
- 2022: Nominierung für die Beste Regie (Close)
- 2022: Nominierung für das Beste Drehbuch (Close)

Internationale Filmfestspiele von Cannes
- 2018: Auszeichnung Un Certain Regard (Girl)
- 2022: Auszeichnung mit dem Großen Preis der Jury (Close)

Satellite Award
- 2022: Nominierung für das Beste Originaldrehbuch (Close)[11]